# 桜木優希音
桜木 優希音（さくらぎ ゆきね、1994年5月18日 - ）は、日本の女優、AV女優。元エルプロモーション所属。

## 略歴・人物

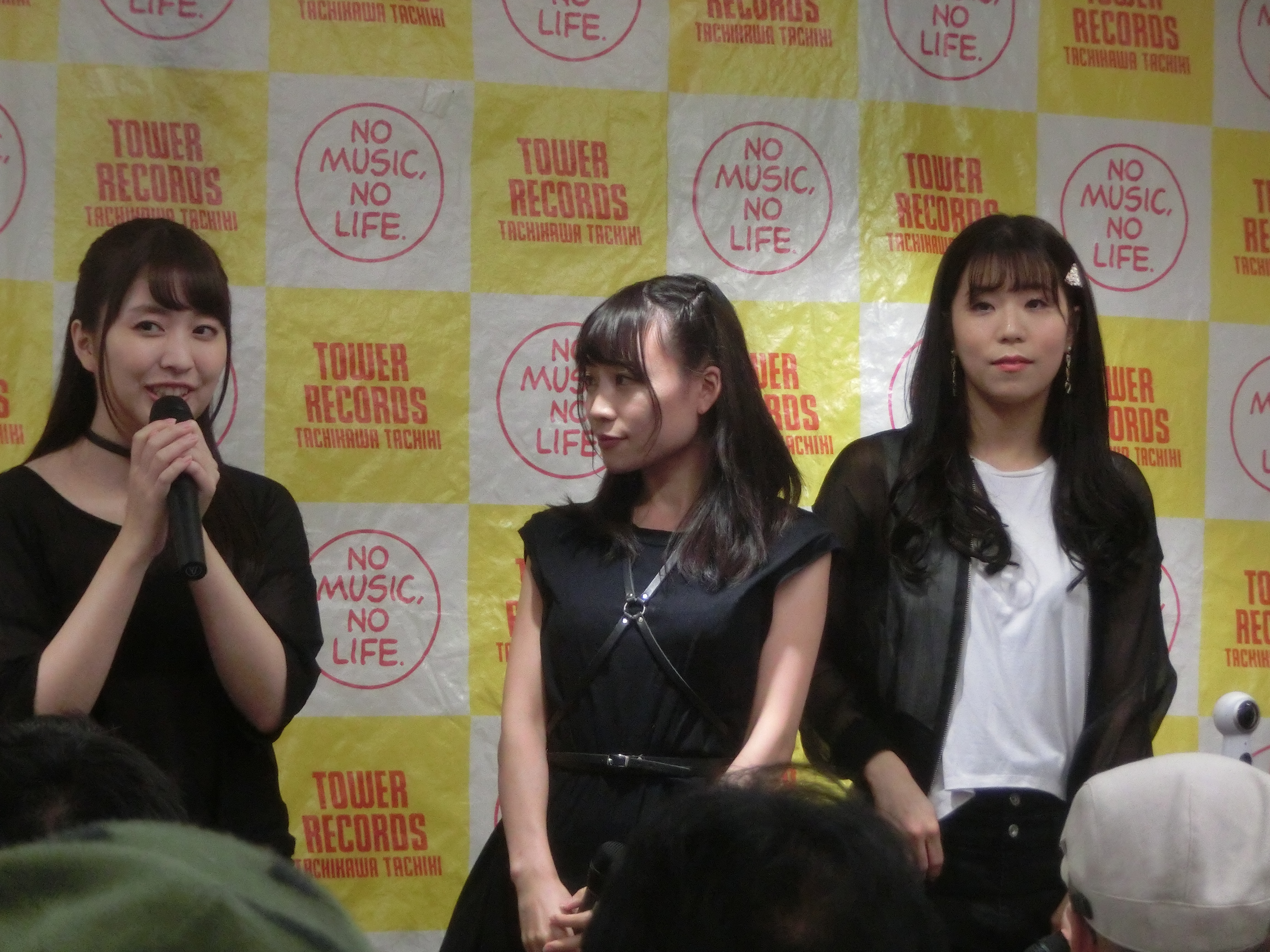
タワーレコード立川立飛店での僕らが嘘つきインストアライブ

東京都出身。2014年9月、アダルトビデオメーカー・アイデアポケットの専属女優としてAVデビュー。
デビューのきっかけはスカウトで、デビュー前の男性経験は1人。初体験は18歳の時だった。
2017年5月5日、第29回ピンク大賞にて新人賞を受賞
2017年5月29日、アイドルグループ「SEXY-J」に新メンバー(会員番号２２)として加入。
2017年12月18日、同じ事務所の浅田結梨、松下美織、富田優衣、4名にてアイドルユニット『僕らは嘘つき』を結成、イメージカラーはブルー。
ユニット名は桜木優希音が命名、ユニットのリーダーも務める。
2017年12月28日、マイナビ赤坂BLITZ「Road TO China Vol.1 in Tokyo 目指せ中国。」にて「僕らは嘘つき」デビューライブ。
2018年8月、僕らは嘘つきとしてTOKYO IDOL FESTIVALに初出演。グループとしては2019年8月2日、「TOKYO IDOL FESTIVAL 2019」以降は新メンバー・川崎亜里沙を加えた3人体制となった。
2017年11月7日よりバトル主催のキャットファイトに出場。2019年2月23日、『BWP NEXT01』に参戦。
2021年9月19日、自身のTwitterにてエルプロモーションを退所した事を発表。

## 作品

### アダルトDVD
- FIRST IMPRESSION 81（9月19日、アイデアポケット）※Blu-ray版同時発売
- 教えてひびき先生!（10月19日、アイデアポケット）
- 断り切れずゴックンしてしまう清純家庭教師（11月19日、アイデアポケット）
- NO ESCAPE 全身拘束SEX エンドレス連続オーガズム（12月19日、アイデアポケット）

- 完全ガチ交渉! 噂の、素人激カワ看板娘を狙え! vol.20 in千代田（1月21日、プレステージ）
- あなたと逢う日はスカートで…（2月6日、光夜蝶）※「優希音」名義
- ズボズボされて、ぱっくりひらいた卑猥なおマ●コ（2月6日、NON）
- 家庭教師レズビアン 私、教え子の女子校生にレズ調教されています。（2月7日、ビビアン）
- 現役女子大生ナマ中出しライフ（2月13日、S級素人）※「ユキネ」名義
- 近親相姦 俺は50過ぎて犯し続けた娘に愛された（2月19日、ヒビノ）
- 寝取られた若妻 〜夫の留守中に義兄に奪われた弟嫁〜（2月25日、マドンナ）
- 赤裸々 〜せきらら〜 清純な女性たちがココロもカラダも包み隠さず語るセックス体験談（3月1日、FAプロ）
- 真面目な姉にどうやら初めての彼氏が出来たみたい。経験が少ない姉は、相当Hに興味があるらしく、僕にHな質問をしている内に姉の目付きが急に変わって僕の股間を見つめ出したので姉の好きにさせたら超ドエロな女で大変だった件（笑）（3月6日、NON）
- 個人動画生ハメ集（3月13日、S級素人）※「ユキネ」名義
- Mごっくんエンジェル（3月19日、エムズビデオグループ）
- ADの妹のお泊まり会を隠し撮りしたら、女子高生たちの過激な映像が撮れた!（4月9日、Hunter）
- 泥酔した女のスカートから覗く触ったら気持ちよさそうなムチムチした太ももに興奮してしまい…（4月10日、DOC）※「ゆきね」名義
- ものすごい舌上発射ごっくん（4月13日、MOODYZ）
- びちゃびちゃ潮吹きナース 3姉妹大乱交 SPECIALだょ（4月25日、kawaii*）
- 撮影場所は女性限定エステ店! マジックミラー越しの客の前で声我慢&羞恥SEX! Vol.2（4月25日、kawaii*）
- 天然誘惑 浮きブラ家庭教師（5月7日、PREMIUM）
- うちの妻に限って… 信じていたけど妻を尾行した…（5月9日、ヒビノ）
- 湊莉久&女監督なんともJAPANが行く仲良し2人組限定! 親友の目の前で恥じらいのびっくんびっくん大痙攣! 友達同士の超濃厚レズ3Pスペシャル（5月25日、ナンパJAPAN）
- 尻貴族（5月30日、HMJM）
- 私を囲んで下さい、そしてスカートを汚して下さい 教育実習生・優希音の妄想着衣痴漢（5月31日、JAMS）
- 「童貞くんのオナニーのお手伝いしてくれませんか…」 街中で声を掛けた10代の心優しい女子大生・短大生・専門学校生がマジックミラー号で童貞くんを赤面筆おろし! 4（6月6日、SODクリエイト）※「はずき」名義
- 女子校生監禁凌辱 鬼畜輪姦 117（6月7日、アタッカーズ）
- 舞ワイフ ～セレブ倶楽部～ 75 (6月18日、AROUND) ※「相川みのり」名義
- 営業無許可のワイセツ白タクシーとは知らず運賃の代わりに、恥じらいながらもパンチラ・マン見せ・フェラチオまでして無賃乗車していった素人女子たち。（6月25日、ナンパJAPAN）
- 可憐な女子校生が催眠術によって堕ちたSEXの記録（6月26日、宇宙企画）
- いつでもどこでもハメながら生きるSEX依存症の女たち（6月26日、UMANAMI）
- 才色兼備でSEXに興味がないと思っていたあの娘が教科書に隠してエロ動画を見ているのを発見! 僕がいることに気づかないほど没頭してオナニーをしている… そーっと近づき目が合うと死ぬ程恥ずかしがるが何か物足りなさそうだったので…（7月1日、DOC）※「ゆきね」名義
- バレないように店内でバイト娘とやっちゃった俺（7月9日、AKNR）
- サディスティックヴィレッジ8周年記念 限定リリース作品 羞恥! イタズラ温泉 2015夏☆ 2枚組8時間! 新作撮り下ろし 8人全員セックス!! シリーズ最大のパワーアップイタズラ満載スペシャル!（7月23日、サディスティックヴィレッジ）
- 人気AV女優に恋してるガチ素人さん参加型企画第1弾!! kawaii*presents 夢のハメキュン恋活ツアー2015（7月25日、kawaii*）
- スリップワイフ 隣の奥様の誘惑ランジェリー スリップ劇場 5（7月31日、フェ地下）
- 働く美女と性交（8月1日、ドリームチケット）
- 彼女のお姉さん達がイヤラしすぎたから子作り（8月1日、ZUKKON/BAKKON）
- 部活女子校生 ソフトテニス部 この中で5人の女子校生がSEXしています。（8月6日、SODクリエイト）
- スペレズ（8月19日、エムズビデオグループ）
- マジックミラー号に夏合宿中の大学水泳部の男女が初乗車! 競泳水着でお互いのオナニーを見せ合ったら火が付いて合宿中の禁欲ルールを破り“禁断SEX”までしてしまうのか!?（8月20日、SODクリエイト）※「ゆき」名義
- 絶対美少女 真正中出し解禁!（8月25日、本中）
- 姉・妹の逆3Pごっくん同棲性活 姉と妹の2人で30発の一ヵ月分ザーメンをぜ〜んぶごっくん!!（9月1日、MOODYZ）
- 女子校生文化祭模擬店 ちら見せオナサポ喫茶SP（9月1日、アロマ企画）※AV OPEN 2015 エントリー作品
- 【限定共演】 MOODYZファン感謝祭 バコバコバスツアー2015 1泊2日でイクッ!夢の大乱交AVオールスターズ!（9月1日、MOODYZ）
- 成熟した姉の裸に触れた童貞弟はイケない事と知りつつもチ○ポを勃起させて「禁断の近親相姦」してしまうのか!? 6（9月10日、SODクリエイト）
- 「大学の授業中にチ○ポを握らせても拒めない!男より学業優先の真面目女子大生に膣内絶頂を教えてヤる」 VOL.1（9月10日、DANDY）
- 妄想アイテム究極進化シリーズ 超能力悪戯ハイスクール パート2 〜超能力が使えたら実際にやってみたいエロ悪戯に特化!女子の恥ずかしい姿でヌキまくれ!!〜（9月10日、ROCKET）
- 知り合いのお医者さんにお願いして、女子高生の身体測定の助手として参加! 女子高生の体を好き放題さわりまくりで「おかしいな…」と疑問を持ちながらも逆らえない生徒をいいなり状態でFUCK!!（9月10日、Hunter）
- デカ尻痴女がいるシェアハウスに間違って入居しちゃった!（9月17日、グローリークエスト）
- 美少女即ハメ白書 40（9月19日、ソクハメラボ）
- マスターベーションインストラクション 6 スポーツ美女JOI あなたに語りかける淫語と焦らしストリップでオナ指示（9月24日、ROCKET）
- はつ恋みたいなSEX（10月1日、S-Cute）
- 中央区八重洲OL専門脚ツボ施術院 6（10月1日、変態紳士倶楽部）
- 部屋で、お風呂で、宴会場で、勃起した修学旅行生をこっそり抜いてくれる温泉旅館（10月8日、SODクリエイト）
- 結婚3年目、旦那が構ってくれず欲求不満になった人妻が口コミでゾクゾク集まる 媚薬即ハメマシンバイブ 膣内デトックス エステサロンで潮をふいて体の芯から美しくなる!（10月8日、サディスティックヴィレッジ）
- 綺麗な顔してデカ尻! 若妻のスケスケ淫乱白タイツ（10月16日、みるふぃーゆ）
- kawaii*presents 夢のハメキュン恋活(裏)ツアー2015 春原&彩城のおこぼれ救済大作品!? お見合いパーティー後、女優陣は…（10月25日、kawaii*）
- 照れるほど見つめられるフェラチオ 3（11月1日、ドリームチケット）
- こすりつけオナニーを見られた上司の妻が発情を抑えきれず部下を押し倒して即ノリ（11月12日、ナチュラルハイ）
- 女子陸上部のマネージャーになった僕。（11月13日、MOODYZ）
- ゆきねとみくの挑発チラリズム …姉妹が小悪魔すぎて困るんです…（11月25日、アロマ企画）
- 満員電車で痴漢師に潮が出なくなるまで何度もイカされ膝をガクガク震わせながら絶頂する女（11月26日、ナチュラルハイ）
- 潮吹き大乱交 4時間 SPECIAL 3（12月1日、MOODYZ）
- ホテル痴漢（12月10日、ナチュラルハイ）
- 都会のヤリマン達が転校してきてヤラれちゃった俺（12月10日、AKNR）
- ママさんバレーの練習帰り、我が家に寄った若奥さん達のハイレグブルマに誘われて一人息子の僕は辛抱たまらず尻からチ○ポぶち込ませてもらいました（12月10日、SWITCH）
- ごっくん・中出し・アナル・強制レズ! 性奴隷ザーメン漬け輪姦（12月19日、エムズビデオグループ）
- 接吻家庭内相姦 一つ屋根の下、男と女が接吻に狂い、肉欲に溺れる（12月24日、ヒビノ）
- 宙に浮くほどイキ跳ねる「エビ反り薬漬けエステ」 7 完全中出しSPECIAL（12月24日、ナチュラルハイ）
- 女子校生、全員に膣内射精中出し 4時間（12月25日、S級素人）※「ゆきね」名義

- 催眠ビデオ インディーズミュージシャン優希音（1月1日、催眠研究所）
- もう死んだってかまわない! 5 超ラッキーの連続で巻き起こるスケベ過ぎる一日!鼻血が止まらないくらいの夢のエロハプニング続出!（1月7日、ゴールデンタイム）
- 痴漢“M”覚醒 中出しアクメ編 何回も精子が子宮に直撃する快楽で言いなりになる中出し中毒娘（1月8日、ナチュラルハイ）
- 帰宅まで我慢できない野外アクメ! 媚薬が効きすぎてオナニーを抑えきれず何度もイキ漏らす発情JK（1月8日、ナチュラルハイ）
- 妄想ストーカー 小悪魔JKパンチラ 〜優希音と美空の大胆パンモロに目の前でシコっちゃった僕。〜（2月10日、アロマ企画）
- デカ尻Tバック食い込みモロ見せ状態で、毎朝ゴミ捨て場で出会う僕を惑わせてくる年上のお姉さん達にしてヤラれた。（2月18日、SWITCH）
- 女子校生はバックで膣奥出しが大好き!（3月1日、MOODYZ）
- 愛情いっぱい 湯上がりセックス（3月1日、S-Cute）
- Deep Desire 2 -Please-（3月5日、SILK LABO）
- 非合法!? 必ず中出しSEXが出来るキャバクラSP（3月11日、BAZOOKA）
- パーフェクト過ぎる美人妻をガチで口説いて本番ドキュメント 4（3月11日、S級素人）
- B.B.ボーイズに目覚めちゃった僕。 挑発パンチラ&全裸オプション（3月13日、アロマ企画）
- 素人ナンパ!! とりあえず素股までが間違えてチ●ポがズボリッ!! Part.7（3月25日、S級素人）
- 恥ずかしいのにちゃんと気持ち良くてごめんなさい。 恥じらい美少女のSEX事情（4月1日、S-Cute）
- 愛液が白いエロ汁に激変する焦らしアクメ! 長時間の立ち手マンに耐えきれずチ○ポ挿れを求めるガニ股妻（4月7日、ナチュラルハイ）
- 食ザー ごっくんバイキング 7（4月19日、エムズビデオグループ）
- 挑発! パンチラオナニー（4月21日、グローリークエスト）
- エロサイトを見ようとしたら変なリンクに飛んでしまい、明らかに胡散臭い催眠マニュアルをワンクリック!!即日到着したので自分の姉に実践!予想以上に効いてしまって僕の童貞はヌルッと奪われてしまった!!!（4月22日、SCOOP）
- 全裸角オナニー 6（4月25日、アロマ企画）
- お前ら透明人間になったらパンチラ見まくるよな!?（5月13日、アロマ企画）
- 果てしなく従順なメイド10名と暮らす王様(あなた)（5月13日、MOODYZ）
- お尻大好きしょう太くんのHなイタズラ 桜木優希音（7月20日、グローリークエスト）
- 星海戦隊カイザーファイブ 美しき生贄（12月9日、GIGA）

- 美少女戦士チアナイツ ～へし折られた正義のバトン～ 桜木優希音（2月24日、GIGA）
- スーパーレディVS絶倫仮面 桜木優希音（3月24日、GIGA）
- マジックミラー号 レズNTRナンパ タチレズクイーン真木今日子の濃厚ベロちゅう貝合わせでノンケ女子がレズ覚醒（10月5日、ROCKET）

- ガーリー系アパレルモデルの挑発パンチラ 僕はパンチラカメラマン!（3月13日、アロマ企画）
- 入院中の禁欲生活に耐え切れない弟が看護師のデカ尻姉に媚薬を飲ませると白パンスト擦りつけながら淫らに股間を滴らせ、カニバサミで中出しを求めた! 2（6月8日、V&R PRODUCE）
- 孕ませ近親相姦2 兄に肉便器にされた妹（6月21日、Mr.michiru）
- ケツ穴くぱぁでカンパイ! 夏季限定OPEN お尻だらけのケツ穴御開帳ビアガーデン 暑い夏はビール片手にシコシコwww スタイル抜群のビアガールがケツ穴見せつけ淫語でオナ指示!（8月23日、ROCKET）
- レズビアンと出戻りの従姉 ～バツイチの元人妻は熟れた身体を持て余す～（9月1日、U&K）
- 「制服・下着・全裸」でおもてなし またがりオマ○コ航空 9 中出し便（9月20日、SODクリエイト）
- 裏切られた捜査官、快楽に堕つ（11月7日、アタッカーズ）

- 女税理士の湿ったパンスト 桜木優希音（1月7日、アタッカーズ）
- お姉さんのパンツの染み 桜木優希音 清楚な顔してパンツには粘り気のあるマン汁がべっとり♪（1月20日、レイディックス）
- 実は私、くさい匂いが好きなんです…。 桜木優希音（3月8日、REAL）
- 見知らぬ男にイカされるのってこんなに気持ち良かったんだ…一線を越えた時の快感を忘れられない人妻たち…
- 喪服の美女 義父の法事で 濡れる女は 地獄行き 桜木優希音（5月1日、FAプロ）
- 危険日直撃!!子作りできるソープランド15 桜木優希音（5月9日、	Mr.michiru）
- 新 連続射精回春マッサージ（5月13日、アロマ企画）
- 私立デカ尻体育学園 杭打ち騎乗位中出し部 (7月13日、MOODYZ)
- 濡れてテカってピッタリ密着 神スク水 桜木優希音 可愛い女子のスクール水着姿をじっとりと堪能!着替え盗撮から始まり貧乳から巨乳にパイパン、ハミ毛、ジョリワキ等のフェチ接写やローションソーププレイやスク水ぶっかけに生中出し等を完全着衣で楽しむAV (8月8日、親父の個撮)
- スーパーヒロイン窒息地獄 女宇宙捜査官アミー (8月9日、GIGA)
- 激レア素人ちゃんを連れてきた。vol.08 ピタパン尻の現役ママモデル・みおさん（46歳）&ブルマ尻の社長夫人ママ・優希音さん（38歳） (9月25日、激レア素人ちゃん/妄想族)
- トビジオっ!SPORTS＆NEWS 本番中、ずっと潮吹きっぱなし・失禁しても平然と原稿を読み上げる女子アナ (10月10日、SODクリエイト)

- ぶっかけられた美人家庭教師（1月23日、ヒビノ）
- 純粋すぎる若妻 桜木優希音 ベスト（3月25日、ながえスタイル）※単体ベスト
- 桜木優希音 THE下半身タイガースBEST8時間（8月7日、下半身タイガース/妄想族）※単体ベスト
- 男と女の一部始終。Case2（9月10日、SILKLABO、桜木優希音×向理来、桐山結羽×及川大智、橘聖人）

### アダルトVR
- 生姦ペット、紹介します。（2月15日、ワープエンタテインメント）
- 桜木優希音にナマ中出ししちゃおう!（3月17日、ERO Teen VR）
- 桜木優希音の裏表 仁王立ちフェラ&清純編（3月17日、ERO Teen VR）
- 桜木優希音の裏表 ベッド&ディルドフェラ編（3月17日、ERO Teen VR）
- 桜木優希音の裏表 指マン&おもちゃ編（3月17日、ERO Teen VR）
- 桜木優希音の裏表 潮吹き手マン&おもちゃ編（3月17日、ERO Teen VR）
- 桜木優希音の裏表 バックナマ中出し編（3月17日、ERO Teen VR）
- 桜木優希音の裏表 騎乗位&清純編（3月17日、ERO Teen VR）
- 桜木優希音のお部屋覗き（3月17日、ERO Teen VR）
- エッチな優希音ちゃんナースのエロエロ中出し回診（4月21日、KMPVR）
- 欲求不満歯科助手と歯の治療中にこっそりSEX（6月16日、アロマ企画）
- 転校初日から女子校生3人がかりで発射に追い込まれちゃった（6月16日、アロマ企画）
- どこを向いても裸の美女だらけ！AV史上初! 360°3D映像! 極上美女14人に囲まれ前後左右全てから責められる超高刺激! 今まで体験したことのない究極ハーレムSEX!（8月1日、SODクリエイト） ※「VR-1グランプリ2017」エントリー作品
- 桜木優希音ちゃんとホテルでイチャイチャSEX（9月5日、KMPVR）

- 業界初! ナンパした女を連れ込み言葉巧みにVRで撮影。個人的に楽しむなんて嘘に決まってるwww 世界で唯一のVRハメ撮り師な俺が撮った映像放出 vol.1（4月27日、CASANOVA）
- 乱入! ハプニング個室ビデオ（5月25日、CASANOVA）
- 射精コントロール! オナ指示痴女 vol.14（7月27日、CASANOVA）
- 超VIP席! ロリレズっ娘カップルの見せ付けレズ（11月9日、CASANOVA）
- VR長尺「いっぱい射精してくださいね…」激務で性欲溜まりきった白パンスト穿いたデカ尻看護師4名が脚コキ/フェラ/尻コキご奉仕! 嫁に内緒で不妊治療の検査入院しただけなのにナース全員とSEXしてしまった!（12月20日、V&R PRODUCE）

- 唾飲みVR-2- 美女の唾厳選12名スペシャル!（1月10日、SODVR）
- 足裏フェチVR（2月1日、SODVR）
- 3人組アイドルにトライアングルフォーメーションでささやかれまくり! 舐められまくり!! ハーレムオフ会体験VR 左右の耳に淫語をささやかれながら目の前ではエロプレイ! 三位一体のアイドルグルーヴで未体験ゾーンに突入できる新感覚逆4P VR!!（2月8日、WANZ VR）
- 【新感覚! すっぴんVR】 終電を逃して会社の女同期の家に泊まることに…メイクを落としたすっぴん顔が超可愛いくて発情!（2月15日、SODVR）
- ズーム盗撮VR（3月29日、SODVR）
- 北の方から 初恋（4月25日、爆脳VR）

- ハメなしエロチシズム いじめられたいあなたへ・・（7月25日、煩脳VR）

### イメージビデオ
- We are liars（2018年11月21日、発売：ジーウォーク、販売：ハピネット）僕らは嘘つき名義[13]

### 音楽CD
- Day by Day/青春の証（2018年11月21日、発売：ジーウォーク、販売：ハピネット）僕らは嘘つき名義[13]
- Starting Over/Tightrope Love（2018年11月21日、発売：ジーウォーク、販売：ハピネット）僕らは嘘つき名義[13]

### 写真集
- ぐるっとまわせる！原寸大おっぱい図鑑3D（2019年2月4日、一迅社　撮影：須崎祐次、監修：安田理央）‐Cカップモデル[14]

## 出演

### 映画
- 萌え盛るアイドル　エクスタシーで犯れ！（2016年6月17日公開、フリーク・アウト） - 高部万美 役
- 性鬼人間第一号　〜発情回路〜（2016年11月25日公開、フリーク・アウト） - 森崎真紀 役
- 来訪者Ｘ　痴女遊戯（2017年2月24日公開、フリーク・アウト） - 「楠沙希」役
- ピンク・ゾーン　地球に落ちてきた裸女（2017年8月25日公開、フリーク・アウト） - リリ 役
- スペルマーダー　嵐を呼ぶエクスタシー（2017年12月22日公開、フリーク・アウト） - 雪村冴絵 役
- SEXアドベンチャー　ワンダー・エロス（2018年4月、オーピー映画　国沢実監督） - ルシア 役
- 白衣の妹　無防備なお尻（2018年6月、オーピー映画） - 島崎絵里 役（主演）
- 性鬼人間第二号　～イキナサイ～（2018年7月20日、オーピー映画） - 森崎真紀 役
- 痴漢電車　食い込み夢マッチ（2019年1月1日、オーピー映画） - 田倉ココロ 役（主演）[15]
- 若妻トライアングル　ぎゅっとしめる（2019年7月19日、オーピー映画） - まりか 役[16]
  - まりかマリカまりか（2019年8月28日、オーピー映画）※若妻～の一般公開編集版[17]
- はめ堕ち淫行　猥褻な絆（2020年3月6日、オーピー映画）
- つれこむ女 したがりぼっち（2020年7月17日、オーピー映画） -  愛未 役[18]
- 怪談回春荘 こんな私に入居して（2020年8月7日、オーピー映画） -  新山千尋 役[19][20]
- 不倫ウイルス（2022年10月28日、無限の猿定理、Cinemago）[21]
- 犬とナマズ THE DOG & THE CATFISH（2024年12月14日、オーピー映画）[22]

### オリジナルビデオ
- ダメージングヒロイン06 愛の妖精 チアフェアリー（2019年4月26日、ZENピクチャーズ） - 香苗ミオ/チアフェアリー 役（主演）
- 三代目襲名：沙羅　濡れそぼる背に踊る愛欲の夜叉（2019年5月8日、竹書房） - 沙羅 役（主演）[23]
- 美女メシ!花音のセクシーサンドイッチ（2020年2月4日、竹書房） - 花音 役（主演）[24]
- あ・べ・こ・べ　セクシーボディ姉妹のHなヒミツ（2021年10月6日、シネポップ）[25]

### テレビ
- 志村でナイト（2018年12月12日、19日、フジテレビ） - コント出演[26]
- 志村けんのだいじょうぶだぁ春一番爆笑スペシャル（2019年2月27日、フジテレビ）
- みひなな食堂#34(2019年2月、エンタ!959）

### インターネット番組
- トイズハートプレゼンツ「ハートの部屋」（2018年2月26日、ニコニコ生放送）＊第２４回ゲスト[27][28]
- 給与明細（2018年7月8日、AbemaTV） - リポーター[29][30]
- 好きと言えなくて…（2018年8月17日、8月31日、9月14日、フェティッシュ・アート・ジャパン） - 君嶋穂乃果役
- 僕嘘三人女团 东京原宿一日游（2018年11月26日 - 12月3日、ビリビリ動画） - MC
- DTテレビ（2019年5月17日、AbemaTV）VTR企画
- 鈴木愛理の火曜The NIGHT（2019年9月18日、AbemaTV） - 僕らは嘘つきとして[26]
- 矢口真里の火曜The NIGHT（2019年12月4日、AbemaTV） - 僕らは嘘つきとして

### イベント
- TIFもハジける！スパークリングNIGHT!!（2018年、2019年、TOKYO IDOL FESTIVAL内 特設会場）[31]
- セクシー女優 夏前特訓会 〜目指せセンター試験 天下分け目の東京大決戦vol.2〜バンビ学園ｖｓマインズ女子高（2019年6月22日、MUSE音楽館）アシスタント[32]

### 舞台
- ローズクォーツに誓いのキスを（2021年1月27日 - 31日、東京・サンモールスタジオ）- 虹原桃子役（主演）

## インタビュー
- 桜木優希音「ナマ搾りインタビュー100%H果汁」Vol.1 AVに出てみて「手マンはスゴイ！」と思いました(2015年02月17日、アサ芸風俗)[33]
- 桜木優希音「ナマ搾りインタビュー100%H果汁」Vol.2 「もっとセックスしてこい」と命令されました(2015年02月18日、アサ芸風俗)[34]
- ちっぱい界の新星・桜木優希音はまだ胸の希望を捨てていない？(2015年04月12日、週プレＮＥＷＳ)[35]
- 【ほんわか美少女・ゆっきーね！】アイポケデビューから早2年、当時の「経験人数1人」は本当？今だから言える暴露話を期待したつもりが…予想外の展開に！【桜木優希音ロングインタビュー第1回】(2016年11月6日、ＤＭＭ　ＮＥＷＳ．Ｒ１８)[36]
- 【事務所も公認・彼氏募集中!?】「2年間何にもなくて…」プライベートは干物女？ ほんわか美少女・ゆっきーねが寂しい私生活を語る…【桜木優希音ロングインタビュー第2回】(2016年11月13日、ＤＭＭ　ＮＥＷＳ．Ｒ１８)[37]
- ▼撮影のエピソードを話しながら照れ笑いしちゃうゆっきーね、可愛すぎ！▼意外にも週1でオナニー。オカズは…二段ベッドで？▼苦手なごっくんモノ、そして食ザーは…【桜木優希音インタビュー・第3回】(2016年11月20日、ＤＭＭ　ＮＥＷＳ．Ｒ１８)[38]
- 「中で飛んだのが分かって…シュッて…」と中出しの独特な感想を語るゆっきーね！▼「乳首をこうやって…///」照れながら教えてくれた乳首の攻め方、必見！【桜木優希音ロングインタビュー第4回】(2016年11月27日、ＤＭＭ　ＮＥＷＳ．Ｒ１８)[39]
- 【普通で可愛い人気女優・桜木優希音インタビュー】「“だいしゅきホールド”が好きで流れ的にヤってもいい時にしちゃいます実は昨日の撮影でも……（笑）」前編(2017年1月14日、デラべっぴんＲ)[40]
- 【普通で可愛い人気女優・桜木優希音インタビュー】「後ろから手が来て指一本で乳首をチロチロってされると、ファッってなります。エヘッ（照）」後編(2017年1月15日、デラべっぴんＲ)[41]